# Clitoria brachycalyx
Clitoria brachycalyx är en ärtväxtart som beskrevs av Hermann August Theodor Harms. Clitoria brachycalyx ingår i släktet Clitoria, och familjen ärtväxter. Inga underarter finns listade i Catalogue of Life.